# مزون العلوي
مزون خلفان صالح العلوي (مواليد 14 نوفمبر 1997) هي عداءة عمانية.
شاركت في أولمبياد صيف 2016 في ريو دي جانيرو، في سباق 100 متر سيدات. تقدمت من الجولة التمهيدية الأولى بزمن قدره 12.30 ثانية. في ربع النهائي، أنهت المباراة بزمن قدره 12.43 ثانية. لم تتقدم إلى الدور نصف النهائي.

## روابط خارجية
- مزون العلوي على موقع الاتحاد الدولي لألعاب القوى (الإنجليزية)
- مزون العلوي على موقع اللجنة الأولمبية الدولية (الإنجليزية)
- مزون العلوي على موقع أوليمبيديا (الإنجليزية)